# HMS L1
Pour les articles homonymes, voir L1.
Le HMS L1 est le navire de tête de sous-marins britanniques de classe L, construits pour la Royal Navy pendant la Première Guerre mondiale. Sa quille fut posée le 18 mai 1916, il est lancé le 10 mai 1917 et mis en service le 10 novembre 1917. Il a été vendu à la ferraille en mars 1930.

## Conception
Les sous-marins de classe L étaient une version agrandie et améliorée de la classe E précédente. Ils avaient une longueur totale de 70,4 m, un maître-bau de 7,2 m et un tirant d'eau moyen de 4 m. Ces sous-marins avaient un déplacement de 905 tonnes en surface, et 1 091 tonnes en immersion. Ils avaient un équipage de 35 officiers et matelots.
Pour la navigation en surface, ces navires étaient propulsés par deux moteurs diesel Vickers à 12 cylindres de 1 200 ch (895 kW), chacun entraînant un arbre d'hélice. En immersion, chaque hélice était entraînée par un moteur électriques de 600 ch (447 kW). Ils pouvaient atteindre la vitesse de 17 nœuds (31 km/h) en surface et 10,5 nœuds (19,4 km/h) sous l’eau. En surface, la classe L avait un rayon d'action de 3 200 milles marins (5 900 km) à 10 nœuds (19 km/h).
Les navires étaient armés d’un total de six tubes lance-torpilles de 18 pouces (457 mm). Quatre d’entre eux étaient dans l’étrave et la paire restante était installée sur les flancs. Ils transportaient 10 torpilles de recharge, toutes pour les tubes d’étrave. Le L1 a d’abord été équipé d’un canon antiaérien de 3 pouces (76 mm), mais celui-ci a ensuite été remplacé par un canon de pont de 4 pouces (102 mm).

## Engagements
Mis sur cale le 18 mai 1916 par Vickers à Barrow-in-Furness et initialement désigné E57, comme un sous-marin de classe E, ce sous-marin et son sister-ship (navire jumeau) le HMS E58 incorporaient suffisamment de changements pour qu’ils soient renommés et considérés comme les deux premiers navires d’une nouvelle classe, la classe L. Le HMS L1 a été lancé le 10 mai 1917 et mis en service le 10 novembre 1917.
En 1919, dans le cadre de la 4e flottille sous-marine, il a navigué avec le navire ravitailleur de sous-marins HMS Ambrose jusqu’à Hong Kong où il est arrivé en janvier 1920. Le L1 a été placé dans la flottille de réserve en 1923 à Hong Kong. Il fut ensuite vendu à John Cashmore Ltd en mars 1930 pour être démoli. Alors qu’il était remorqué jusqu’à Newport, il s’est détaché et s’est retrouvé échoué à Penanwell Cove, près de Porth Nanven, en Cornouailles. Il a donc été démoli là où il gisait. On peut encore y voir des restes métalliques à marée basse au printemps. Le National Trust for Places of Historic Interest or Natural Beauty, propriétaire du site, a signalé l'emplacement par une bouée et a mis des panneaux pour signaler le danger.